# Vallorcine
Vallorcine is een gemeente in het Franse departement Haute-Savoie (regio Auvergne-Rhône-Alpes). De plaats maakt deel uit van het arrondissement Bonneville. Vallorcine telde op 1 januari 2022 432 inwoners.

## Geografie
De oppervlakte van Vallorcine bedroeg op 1 januari 2022 44,57 vierkante kilometer; de bevolkingsdichtheid was toen 9,7 inwoners per km².

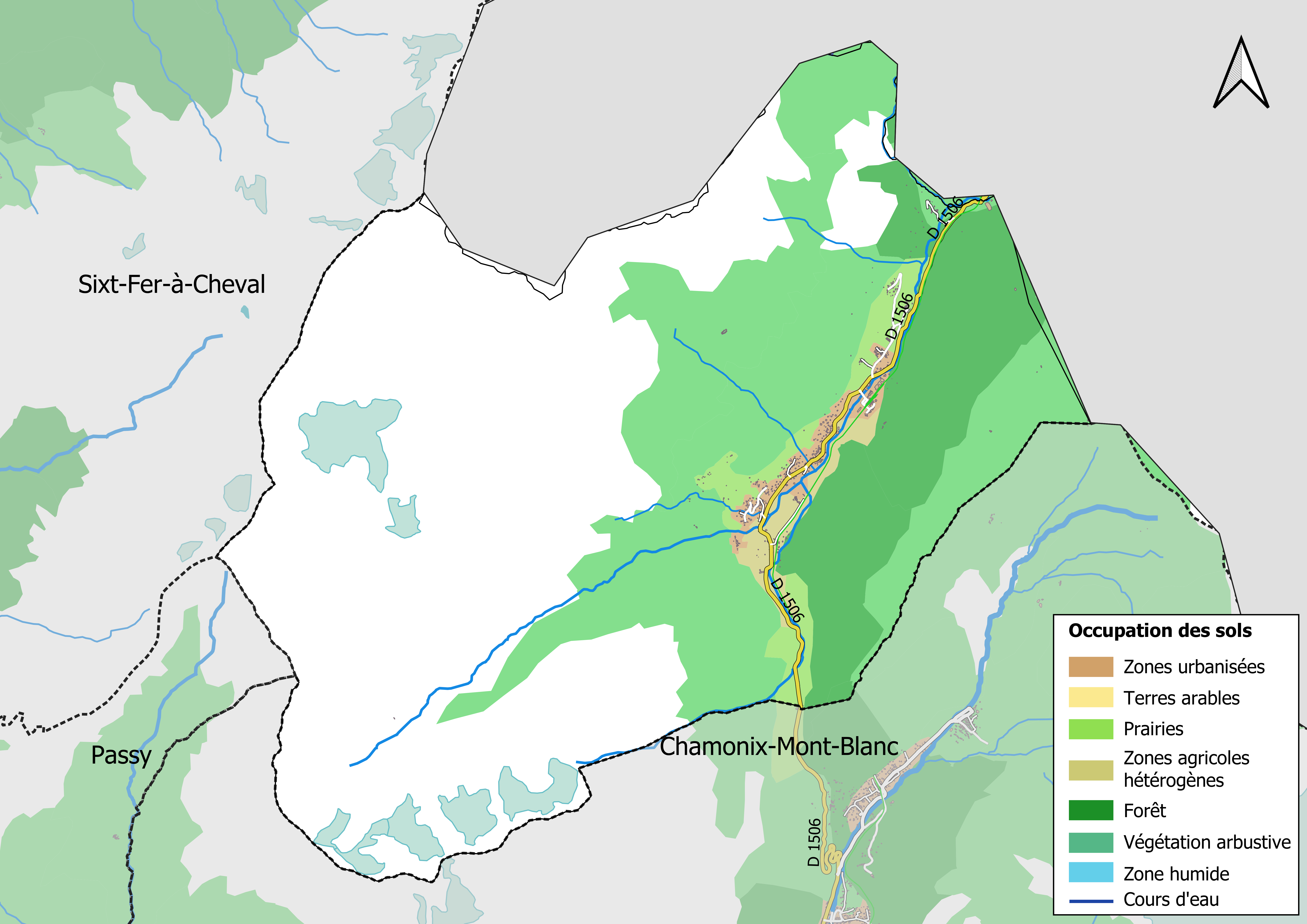
Kaart van de gemeente met de belangrijkste infrastructuur, bodemgebruik en omliggende gemeenten